# St. Alban (Wallerstein)

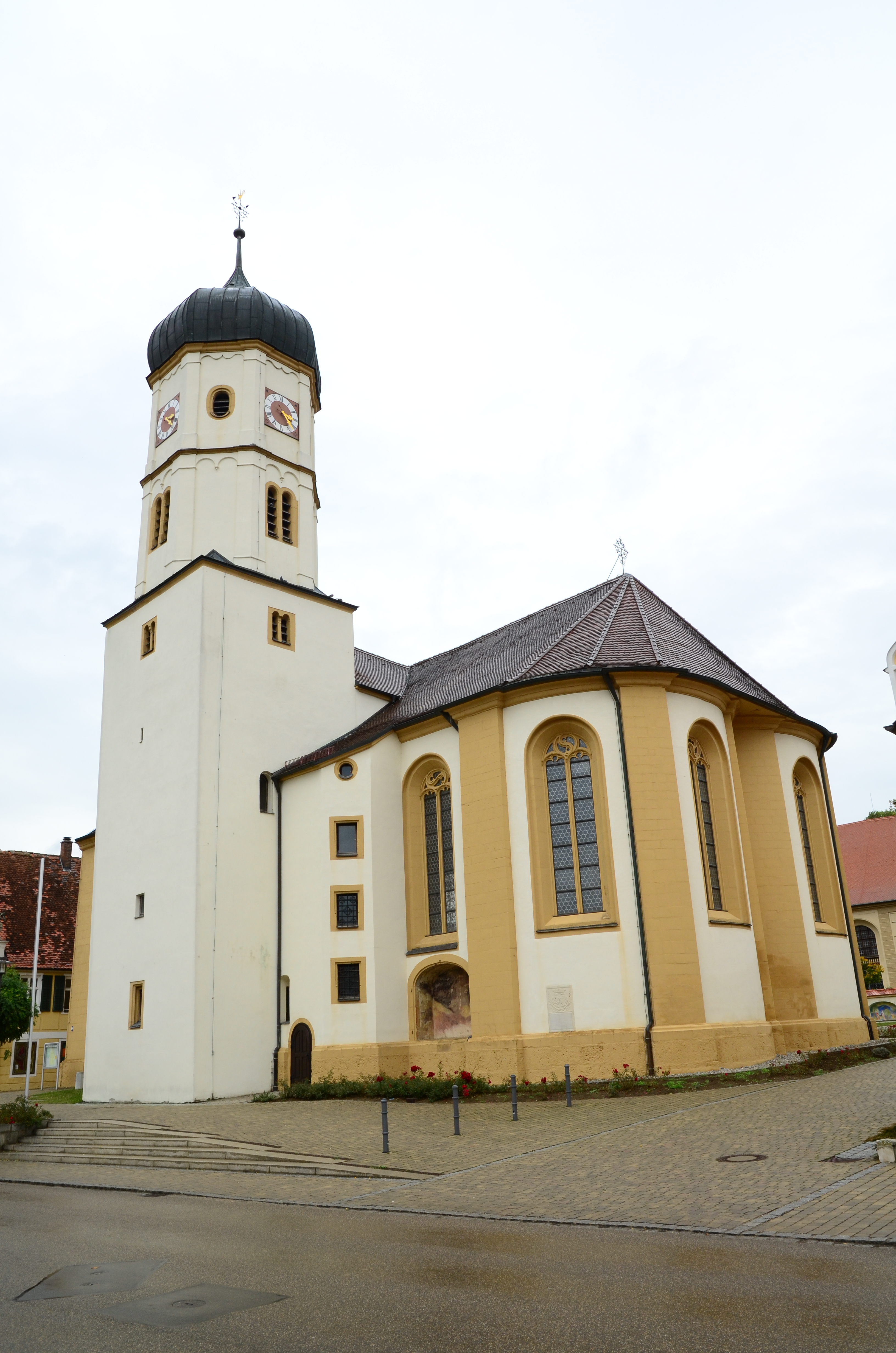
St. Alban in Wallerstein

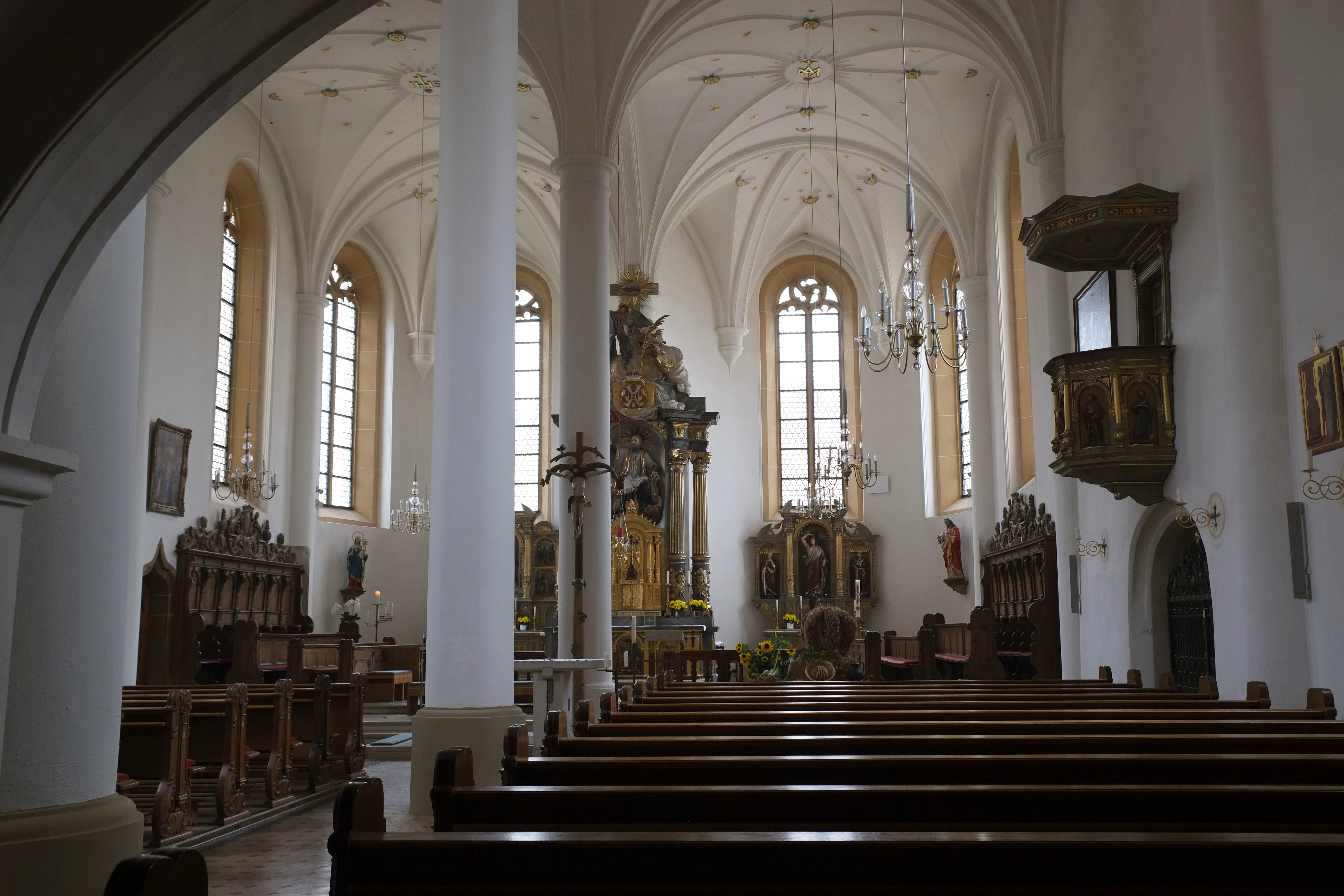
Innenraum Richtung Altar

Die römisch-katholische Pfarrkirche St. Alban steht in Wallerstein, einem Markt im schwäbischen Landkreis Donau-Ries in Bayern. Das Bauwerk ist in der Liste der Baudenkmäler in Wallerstein als Baudenkmal unter der Nr. D-7-79-224-1 eingetragen. Die Pfarrei gehört zum Dekanat Nördlingen des Bistums Augsburg.

## Beschreibung
Die nachgotische Hallenkirche wurde 1612/13 erbaut. Ihr Langhaus hat zwei Kirchenschiffe, die im Osten mit halbrunden Apsiden abgeschlossen sind. Die im Grundriss quadratischen unteren Geschosse des mittig an der Südwand des Langhauses stehenden Kirchturms wurden bereits um 1530 errichtet. Der mit einer Zwiebelhaube bedeckte Turm wurde 1611 um zwei achteckige Geschosse aufgestockt, von denen das untere den Glockenstuhl und das obere die Turmuhr enthält. Dem Kirchturm gegenüber steht die Sakristei, über der sich ein zweigeschossiges Oratorium befindet. Das untere Geschoss beherbergt eine Patronatsloge. 
Der klassizistische Hochaltar wurde 1797 von Ignaz Ingerl geschaffen und 1890/92 verändert. Ein Gemälde von 1692 über die Beweinung Christi stammt von Johann Martin Veith. In den Apsiden befinden sich Epitaphien für die Grafen von Oettingen, die Johann Georg Bschorer 1720 ausgeführt hat. Die Orgel wurde 1869 von G. F. Steinmeyer & Co. gebaut.